# 27 ذو الحجة
- السبت
- الأحد
- الاثنين
- الثلاثاء
- الأربعاء
- الخميس
- الجمعة

- 2624 مايو 2025
- 2725 مايو 2025
- 2826 مايو 2025
- 2927 مايو 2025
- 128 مايو 2025
- 229 مايو 2025
- 330 مايو 2025
- 431 مايو 2025
- 51 يونيو 2025
- 62 يونيو 2025
- 73 يونيو 2025
- 84 يونيو 2025
- 95 يونيو 2025
- 106 يونيو 2025
- 117 يونيو 2025
- 128 يونيو 2025
- 139 يونيو 2025
- 1410 يونيو 2025
- 1511 يونيو 2025
- 1612 يونيو 2025
- 1713 يونيو 2025
- 1814 يونيو 2025
- 1915 يونيو 2025
- 2016 يونيو 2025
- 2117 يونيو 2025
- 2218 يونيو 2025
- 2319 يونيو 2025
- 2420 يونيو 2025
- 2521 يونيو 2025
- 2622 يونيو 2025
- 2723 يونيو 2025
- 2824 يونيو 2025
- 2925 يونيو 2025
- 126 يونيو 2025
- 227 يونيو 2025

27 ذو الحجَّة أو 27 ذو الحجَّة الحرام أو يوم 27 \ 12 (اليوم السابع والعُشرون من الشهر الثاني عشر) هو اليوم الثاني والخمسون بعد الثلاثمائة (352) من أيَّام السنة (أو الثالث والخمسون بعد الثلاثمائة لو كان شهر رمضان مُتممًا لليوم الثلاثين أو الرابع والخمسون بعد الثلاثمائة لو أتم كلاً من صفر وربيع الآخر وجمادى الآخرة وشعبان ورمضان ثلاثين يوماً) وفق التقويم الهجري القمري (العربي). يبقى بعده يومان أو 3 أيَّام لانتهاء السنة.

## أحداث
- 206 هـ - مبايعة أبو المطرف عبد الرحمن بن الحكم المعروف باسم عبد الرحمن الأوسط بالإمارة خلفاً لوالده، ليصبح رابع أمراء الدولة الأموية في الأندلس.
- 804 هـ - الإمبراطور المغولي تيمورلنك ينتصر على العثمانيين في معركة أنقرة، ويتمكن من أسر السلطان بايزيد الأول. وكانت هذه المعركة هي أكبر معركة ميدانية حدثت خلال القرون الوسطى. وتعدّ هذه المعركة واحدة من أكبر الكوارث في التاريخ التركي، التي أخّرت نمو الدولة العثمانية وفتوحاتها نصف قرن.
- 1212 هـ - القائد الفرنسي نابليون بونابرت يقوم بغارة مفاجئة على مالطا، وينهي دولة فرسان مالطا، وذلك أثناء حملته على مصر.
- 1247 هـ -
  - ثورة المفتي عبد الغني آل جميل ضد الوالي العثماني علي رضا في بغداد.
  - الجيش المصري بقيادة «أحمد المونوكلي» يفتح مدينة عكا بعد حصار دام 6 أشهر أتى بعد إعلان والي مصر محمد علي باشا الحرب على والي عكا «عبد الله باشا» بحجة إيوائه 6 آلاف من المصريين الفارين من التجنيد ورفضه إرسال الأخشاب لبناء الأسطول المصري.
- 1264 هـ - استدعاء عباس حلمي الأول من جدة ليتولى حكم مصر، وكان ذلك بعد أن توفي عمه إبراهيم باشا.
- 1339 هـ - اعتراف الحكومة البريطانية لابن سعود ومن يخلفه من ذريته بلقب "سلطان نجد"، وهو ما ظل قائماً حتى قيام المملكة العربية السعودية سنة 1351 هـ.
- 1367 هـ - قيام عصابات صهيونية بارتكاب مجزرة قرية عيلينون بفلسطين، حيث أمرت الأهالي بالتجمع في ميدان القرية وإطلاق النار عليهم بشكل عشوائي مما أدى إلى مقتلهم جميعًا.
- 1371 هـ - الشيخ محمد الخضر حسين يتولى مشيخة الأزهر خلفا للشيخ عبد المجيد سليم البشري الذي استقال.
- 1377 هـ - انقلاب عسكري في العراق يطيح بالنظام الملكي، ومقتل الملك فيصل الثاني وأفراد أسرته.
- 1382 هـ - انتخاب أحمد سوكارنو رئيسًا لإندونيسيا مدى الحياة.
- 1385 هـ - انتخاب عبد الرحمن عارف رئيسًا للجمهورية العراقية خلفًا لأخيه عبد السلام عارف الذي قتل بحادث طائرة.
- 1395 هـ - فرنسا تعترف رسمياً باستقلال جزر القمر بعد احتلال استمر 150 عاماً.
- 1398 هـ - تأسيس حزب العمال الكردستاني.
- 1429 هـ - محكمة إسرائيلية تحكم على الأمين العام للجبهة الشعبية لتحرير فلسطين أحمد سعدات بالسجن 30 عامًا وذلك بتهمة التخطيط لاغتيال وزير السياحة الإسرائيلي رحبعام زئيفي.
- 1430 هـ - قادة دول مجلس التعاون الخليجي يطلقون من الكويت مشروع الربط الكهربائي بين دولهم.
- 1432 هـ - الرئيس اليمني علي عبد الله صالح يوقع على المبادرة الخليجية لحل الأزمة اليمنية والقاضية بتنحيه عن الحكم.
- 1433 هـ - القوى السورية المعارضة لنظام الرئيس بشار الأسد تشكل في اجتماعها في العاصمة القطرية الدوحة الائتلاف الوطني لقوى الثورة والمعارضة السورية، وتختار أحمد معاذ الخطيب رئيسًا له.
- 1434 هـ - اغتيال حكيم الله محسود زعيم حركة طالبان باكستان بعد هجمة نفذتها طائرة دون طيار تابعة لوكالة المخابرات المركزية في إقليم وزيرستان بباكستان.
- 1436 هـ - تفجيران في العاصمة التُركيَّة أنقرة قُرب محطَّة قطارات يُخلّفان حوالي 97 قتيلًا على الأقل وأكثر من 400 جريح.
- 1438 هـ - وقوع اشتباكات في مدينة كركوك بالعراق بعد إقرار المجلس الإقليمي إدراج المدينة ضمن استفتاء انفصال كردستان.
- 1439 هـ -
  - انعقاد قمة طهران الثلاثية التي جمعت بين الرئيس الإيرني حسن روحاني والتركي رجب طيب أردوغان والروسي فلاديمير بوتين، لإجراء محادثات حول تفادي القيام بأعمال عسكرية في محافظة إدلب في سوريا.
  - محتجون عراقيون يحرقون القنصلية الإيرانية في محافظة البصرة على أثر الاحجاجات الواسعة التي شهدتها المدينة للمطالبة بتحسين واقع الخدمات العامة وخصوصاً الماء والكهرباء.
  - القوة الجوفضائية لحرس الثورة الإسلامية تستهدف مقر الحزب الديمقراطي الكردستاني وهي حركة معارضة كردية إيرانية، بسبعة صواريخ قصير المدى أرض-أرض من نوع فاتح 110 في مدينة كوي سنجق العراقية في إقليم كردستان انتقامًا لما وصفته ب«الأعمال التخريبية والإرهابية» للحركة في المناطق الحدودية الإيرانية.

## مواليد
- 1286 هـ - عبد الرحمن فهمي، سياسي ومناضل مصري.
- 1292 هـ - محمد طاهر السماوي، فقيه ومؤرخ أدبي وشاعر عراقي.
- 1320 هـ - محمد العدناني، شاعر ولغوي فلسطيني.
- 1344 هـ - حجي راضي، ممثل عراقي.
- 1345 هـ - نصري شمس الدين، مطرب لبناني.
- 1365 هـ - قاسم الملاك، ممثل عراقي.
- 1366 هـ - بشير الجميل، قائد عسكري وسياسي لبناني.
- 1374 هـ - علي العريض، رئيس وزراء تونسي.
- 1401 هـ - زهور حسين، ممثلة بحرينية.
- 1408 هـ - عباس إبراهيم، مغني سعودي.

## وفيات
- 210 هـ - علي العريضي، إمام عالم مسلم.
- 234 هـ - علي بن المديني، شيخ عالم محدث.
- 316 هـ - ابن السراج، أديب وعالم مسلم.
- 334 هـ - أبو بكر الشبلي، عالم دين صوفي.
- 568 هـ - نجم الدين أيوب، والد صلاح الدين الأيوبي.
- 1345 هـ - عبد الوهاب النائب، نائب قضاء شرعي وفقيه عراقي.
- 1377 هـ - فيصل الثاني، ملك العراق.
- 1379 هـ - أحمد الرمل، شاعر وخطيب ديني جعفري عراقي.
- 1384 هـ - عبد الرحمن حجي، أديب وشاعر مغربي.
- 1430 هـ - رفعت جبريل، رئيس المخابرات العامة المصرية ورئيس هيئة الأمن القومي.
- 1425 هـ - عبد اللطيف العيسى، رجل أعمال سعودي.
- 1434 هـ - حكيم الله محسود، زعيم حركة طالبان باكستان.

## وصلات خارجية
- موقع قصة الإسلام: حدث في شهر ذو الحجَّة.